# Dubiaranea manufera
Dubiaranea manufera is een spinnensoort uit de familie hangmatspinnen (Linyphiidae). De soort komt voor in Chili.